# Tetrachyron discolor
Tetrachyron discolor là một loài thực vật có hoa trong họ Cúc. Loài này được (A.Gray) Wussow & Urbatsch miêu tả khoa học đầu tiên năm 1980.